# Philophyllum lorifolium
Philophyllum lorifolium là một loài Rêu trong họ Hookeriaceae. Loài này được (Hampe) Broth. ex Paris mô tả khoa học đầu tiên năm 1909.